# Proselytismus
Der Ausdruck Proselytismus (abgeleitet von altgriechisch προσήλυτος prosḗlytos „Hinzugekommener“) bezeichnete ursprünglich die Hinwendung anderer Völker zum Judentum. In heutiger Zeit ist es in der Religion bzw. Mission eine negative Bezeichnung für das Abwerben von Gläubigen aus anderen Konfessionen, Kirchen und Glaubensgemeinschaften, die zum Eintritt in die eigene Konfession oder kirchliche Gemeinschaft bewegt werden sollen. Negativ ist die Bezeichnung vor allem dann, wenn mit dem Begriff Proselytismus nicht einfach nur eine freundliche Einladung verbunden wird, sondern unethisches Verhalten beim Versuch, andere zum Übertritt in die eigene Glaubensgemeinschaft zu überzeugen. Im christlichen Kontext Proselytismus mit Evangelisation gleichzusetzen, wäre demzufolge falsch – Evangelisation kann aber zu Proselytismus werden, wenn dabei die menschliche Würde durch Zwang, Täuschung, Manipulation oder Ausnutzung verletzt wird. Der Vatikan und der Weltkirchenrat distanzieren sich deshalb vom Proselytismus. Der Ökumenische Rat der Kirchen tat dies mit der Denkschrift Auf dem Weg zu einem gemeinsamen Zeugnis.

## Judentum
Im Judentum erfolgen Konversionen grundsätzlich nur auf die Eigeninitiative Interessierter hin. In der jüdischen Geschichte gibt es jedoch ebenfalls Fälle von Proselytismus, zum Beispiel die Judaisierung des Großteils des Turkvolkes der Chasaren.
In der Antike und Spätantike fand unter den nichtjüdischen Zeitgenossen das hellenistische Judentum durchaus eine große Zahl an Sympathisanten, den sogenannten altgriechisch εὐσεβής eusebḗs, deutsch ‚Gottesfürchtige‘, aber auch regelrechte Übertritte, den sogenannten Proselyten, auch in wohlhabenden und gebildeten Kreisen. Dabei war die Schwelle zum Übertritt für Frauen niedriger als für Männer, die (möglicherweise aus unter damaligen hygienischen Bedingungen auch durchaus naheliegenden Gründen) vor einer Beschneidung im Erwachsenenalter zurückschreckten und im Sympathisantenstatus blieben.

## Buddhismus
Auch im Buddhismus gibt es hierfür bei der Soka Gakkai bzw. Nichiren Shoshu Beispiele für Proselytismus, hier Shakubuku genannt.

## Missionierende Religionen

### Christentum
Missionierende Religionen mit universalem Absolutheitsanspruch tendieren eher zum Proselytismus als z. B. ethnische Religionen.
Viele Religionsgemeinschaften betrieben oder betreiben Proselytismus – auch sheep stealing genannt, sofern dies in der eigenen Religion passiert. In der Geschichte des Christentums praktizierten das die westlichen Kirchen gegenüber den orthodoxen Kirchen, was bis in die Neuzeit zu Konflikten führte. Anders als die etablierten Missionsgesellschaften, die sich absprechen und ihr Wirkungsfeld territorial abgrenzen und respektieren, fühlen sich gegenwärtig charismatische und pfingstlerische Bewegungen nicht an derartige Absprachen gebunden. So entfalten US-amerikanische Evangelikale gegenwärtig in Russland und anderen Ländern Osteuropas einen regen Proselytismus. Im Namen der katholischen Kirche distanzierte sich Papst Benedikt XVI. auf der V. Generalversammlung des südamerikanischen Episkopates 2007 in Aparecida (Brasilien) ausdrücklich vom Proselytismus. In der Verfassung der Hellenischen Republik von 1975 ist der Proselytismus ausdrücklich verboten.
Franziskus, seit März 2013 Papst der katholischen Kirche, äußerte im September 2013 in einem Interview:

„Proselytismus ist eine Riesendummheit, er hat gar keinen Sinn. Man muss sich kennenlernen, sich zuhören und das Wissen um die Welt um uns vermehren… Die Welt ist durchzogen von Straßen, die uns voneinander entfernen oder die uns näher zusammenbringen, aber das Entscheidende ist, dass sie uns zum Guten hinführen … Jeder von uns hat seine Sicht des Guten und auch des Bösen. Wir müssen ihn dazu anregen, sich auf das zuzubewegen, was er als das Gute erkannt hat … Das würde schon genügen, um die Welt zu verbessern … Die Liebe zum Anderen, die unser Herr gepredigt hat, ist kein Proselytismus, sondern Liebe. Liebe zum Nächsten, ein Sauerteig, der auch dem Gemeinwohl dient.“

### Islam
Auch im Islam gab und gibt es proselytische Strömungen.